# 寺町银锦蛤
寺町银锦蛤（学名：Nuculoma teramachii），又名小豆银锦蛤，是弯锦蛤目银锦蛤科Nuculoma属的一种。主要分布于台湾，常栖息在浅海沙底。